# Morehead (Papua-Nowa Gwinea)
Morehead – miasto w południowo-zachodniej Papui-Nowej Gwinei, w Prowincji Zachodniej. Liczba mieszkańców: 2725 (2013).